# Шишкин, Павел Владимирович
Па́вел Влади́мирович Ши́шкин (род. 11 апреля 1970, Москва) — российский предприниматель, филантроп и спортсмен.
Волейболист, мастер спорта международного класса, в 1991—1997 годах — игрок сборных СССР, СНГ и России. Выступал в амплуа атакующего, побеждал на многочисленных международных соревнованиях, дважды принимал участие в Олимпийских играх.
С 2002 года владеет холдингом Tactics Group, который специализируется на инвестиционном бизнесе и проектах строительства и редевелопмента в Москве. Также является основным владельцем сети столовых Smart Food и бренда Hair Shop, включающего сеть салонов, магазинов и производство товаров для наращивания волос.
Основатель благотворительного фонда «Детский дом».

## Биография

### Ранние годы
Павел Шишкин родился в Москве в семье учёных, у супругов также была дочь Юлия. Оба ребёнка прошли через зеленоградскую спортивную школу олимпийского резерва № 111. Там Шишкин занимался под руководством тренера Венеры Саафовны Якубовой.
По словам Павла Шишкина, мечта стать профессиональным игроком появилась у него ещё детстве: в седьмом классе школы он заключил пари с друзьями, что сможет играть в сборной команде СССР. Однако Павел значительно отставал в росте от сверстников, и чтобы это обстоятельство не помешало планам на спортивную карьеру, Шишкин изучил массу медицинской литературы и разработал собственную «систему роста»:

Кровать установил под углом в 15 градусов. <…> Ноги привязывал, спал вниз головой. Из кровати я сделал нечто среднее между дыбой и аппаратом Илизарова. Да и другими способами растягивал позвоночник. Если ехал в троллейбусе — заставлял себя вытягиваться и доставать головой до поручня. Может, все это — иллюзия. Но во мне было 165 сантиметров — а стало два метра.
— Павел Шишкин в интервью газете «Спорт-Экспресс», 30 июля 2010

### Образование
После окончания спортшколы Павел Шишкин получил диплом Смоленского государственного института физической культуры. Завершив волейбольную карьеру, он прошёл двухлетний курс обучения по программе MBA в Гренобле. В 2008 году получил степень DBA в Академии народного хозяйства.

### Профессиональный спорт
В период школы олимпрезерва волейболист завоевал свою первую международную медаль — золото на кубке мира среди юниоров в 1989 году. Годом ранее Шишкина пригласили играть в одинцовский профессиональный клуб «Искра», а в 1990-м включили в национальную сборную СССР в составе 24 игроков, в 1991-м — в основной состав. В том же году Шишкин перешёл в команду ЦСКА. В составе сборной СССР стал обладателем Кубка мира 1991 года, в 1992 году играл на турнире Мировой лиги и Олимпийских играх в Барселоне.
В сезоне 1992/1993 Шишкин принял участие в чемпионате Италии в составе клуба «Дзинелла» из Болоньи. В его составе он отыграл два сезона в сильнейшем дивизионе А1, за мощную атаку получил прозвище Terminator Russo («Русский Терминатор»). Издание Sportpress Italia называло Шишкина лучшим игроком-легионером 1990-х и включило его в рейтинг 30 наиболее выдающихся волейболистов под шестым номером.
В 1995 году вместе с партнёром по национальной сборной Русланом Олихвером волейболиста пригласили в бразильский «Репорт» (Сузану). Спортсмены вспоминают, что тренировочный график клуба был особенно интенсивным, а психологическая атмосфера — напряжённой. В этот период у Шишкина возникли проблемы со здоровьем. Из-за нарушения кровообращения правая рука периодически теряла чувствительность: «Чернела, потом становилась белой. И абсолютно холодной. Болезнь прогрессировала <…> Стоило дать нагрузку — кровь не поступала в руку». По рассказам самого Шишкина, когда главный тренер Вячеслав Платонов вызвал Шишкина в сборную России перед Олимпиадой 1996-го, врачи запретили волейболисту нагрузки и рекомендовали операцию по замене вен. Первую часть матчей на отборочном турнире игрок проводил на скамейке запасных, однако когда команда начала проигрывать, тренер выпускал Шишкина на поле. Позднее вылечить руку удалось средствами нетрадиционной медицины.
Выступая по контракту за иностранные клубы, Шишкин оставался действующим игроком сборной России и выходил в основном составе на всех матчах Мировой лиги в 1993—1996 годах, за исключением чемпионата мира 1994.

Я застал то время, когда в волейбол, как и в гольф, играли по три часа, а иногда и больше. Я играл за СССР, за СНГ (на Олимпиаде 1992 года в Барселоне) и за Россию. Только в конце своей карьеры я застал время, когда поменялись правила — матчи стали короче. До изменений в правилах игра редко укладывалась в час — это должен был быть совсем слабый соперник. Обычно соревнование длилось не менее двух часов.
— Павел Шишкин, 2017
На Олимпийских играх 1996 года в Атланте Шишкин выступал в основном составе сборной России. Команда вышла из соревнований ещё на четвертьфинале, уступив сборной Кубы. Как отмечали комментаторы, Шишкин был наиболее сильным игроком матча и «одним из двух, на которых Платонов смотрел одобрительно». Позднее, в том же 1996 году Шишкину предложили контракт с клубом «Джапан Тобакко Тандерс» (Хиросима), в котором он заменил российского легионера Евгения Митькова. Шишкину предложили более 300 тыс. долларов в год. В общей сложности за японский клуб он отыграл три года. Сезон 1996/1997 стал для «Джей Ти Тандерз» особенно успешным: команде удалось завоевать серебро в национальном первенстве, а Шишкина отдельно отметили, назвав лучшим нападающим, лучшим нападающим задней линии, лучшим подающим, а также включили в символическую 6-ку лучших игроков.
Спустя год после Олимпиады в Атланте Шишкин покинул сборную России, сыграв за неё в общей сложности 85 матчей. Финальным стал чемпионат Европы 1997 года. Согласно статистике ВФВ, Шишкин занял 16-е место в рейтинге лучших атакующих сборной за 1993—2014 годы, набрав 430 очков и 708 отыгранных подач.
В сезоне 1999/2000 Шишкин снова перешёл в итальянский клуб — на этот раз команду «Кваттро Торри» из Феррары, в рядах которой сыграл последний сезон в своей спортивной карьере.

### Бизнес
По оценке деловых изданий «Коммерсантъ» и Forbes, Павел Шишкин является одним из наиболее успешных предпринимателей среди бывших российских спортсменов.
Ещё будучи профессиональным волейболистом, Павел Шишкин открыл собственный ресторан «Шишка» в Москве на улице Петровка, затем — ещё один в особняке на улице Долгоруковской. В интервью изданию РБК Шишкин рассказывал, что после получения диплома по бизнес-администрированию он первым делом закрыл рестораны, поскольку они практически не приносили дохода, но отнимали много времени и ресурсов.
В 2002 году Шишкин приобрёл созданную в 1993 году девелоперскую компанию Tactics Group, которая имела государственную лицензию на организацию торгов по продаже недвижимости и прав аренды на землю в Москве. Одной из первых сделок Tactics Group стала покупка зданий, где прежде располагался ресторан. За последующие годы портфель компании пополнили такие крупные проекты, как строительство бизнес-центра Vivaldi Plaza, здания отеля Mariott-Павелецкая.
В 2002 году Шишкин вложил 100 тыс. долларов в проект своей старшей сестры Юлии: компанию Hair Shop, которая занималась импортом материалов для наращивания волос. За последующие десять лет предприятие разрослось в сеть с собственным производством, многочисленными точками розничных продаж по всем регионам России. К 2014 году годовой оборот компании приблизился к 1 млрд рублей.
В 2012 году Шишкин запустил с партнёрами сеть кафе-столовых для работников офисных центров Smart Foods. Первое заведение открылось на базе уже входящей в активы Tactics Group Vivaldi Plaza. Вторая точка Smart Food открылась в БЦ Прео8 на Преображенской площади, в числе партнёров данного филиала входит друг Шишкина музыкант Алексей Кортнев.
Одним из наиболее масштабных проектов Tactics Group стал редевелопмент бывшей кондитерской фабрики «Большевик», проведённый совместно с холдингом O1 Properties Бориса Минца. В 2012 году компании выкупили землю бывшего производственного объекта площадью 4,5 га, сумма сделки составила 73 млн долларов, из которых 45 млн пришлись на Tactics Group. Изначально проект не предусматривал нового строительства, только ремонт и реконструкцию существующих зданий. Планировалось, что на территории «Большевика» будут открыты музей, многофункциональный комплекс с офисными и торговыми помещениями, небольшой парк и разнообразные общественные пространства. Одной из ключевых целей редевелопмента Шишкин называл стремление открыть для всех желающих территорию прежде закрытую территорию фабрики, а также желание создать новую «зону притяжения» горожан. На озеленение и благоустройство парковой части в бюджете проекта было отведено 10 млн долларов.
Архитектурное решение разрабатывало бюро John McAslan + Partners, реставрационные работы над корпусами 1, 2 и 3 согласовывались со специалистами Мосгорнаследия. Полностью работы над бизнес-центром завершились в 2016-м. В том же году в здании бывшего хранилища муки открылся Музей русского импрессионизма.
Проект редевелопмента «Большевика» получил специальную премию Московского урбанистического форума в 2017 году как наиболее успешный пример реновации бывшей промзоны частными инвесторами. В голосовании москвичей на сайте «Активный гражданин» более 54 % горожан поставили проекту высший балл.
После окончания реставрационных работ O1 Properties предложила частично изменить проект и построить новые здания под апартаменты. В результате переговоров Tactics Group в 2017-м году продала партнёру свою долю и вышла из числа собственников.
В 2014 году рыночная стоимость активов Tactics Group составляли около 100 млн долларов, в 2017-му оценивалась на уровне 180 млн. В 2017 году Павел Шишкин был номинирован на премию РБК в категории «Инвестор» как один из предпринимателей с наиболее высокими показателями роста прибыльности компаний.

### Общественная деятельность
В 1998 году Павел Шишкин основал благотворительный фонд «Детский дом», первой подопечной организацией которого стала школа-интернат в городе Вышний Волочёк. Постепенно круг подопечных интернатов «Детского дома» увеличился до двух десятков. Деятельность фонда направлена долгосрочные проекты и сосредоточена на оказании помощи в социализации, обучении и полноценном развитии детей-сирот, помощи в трудоустройстве выпускников. Одним из приоритетных направлений стало создание небольших семейных групп, где число подопечных не превышает десяти, а проживание организуется как в обычной семье. Также «Детский дом» спонсирует образовательные проекты, организует каникулы и туристические поездки, выпускает журнал «Дети как дети».
С 2004 года раз в два года фонд проводит всероссийскую детскую олимпиаду для учеников из детских домов и школ-интернатов. Правила и порядок соревнований повторяют установленные на международных Олимпийских играх, проходят командные и личные зачёты в таких дисциплинах, как плавание, теннис, лёгкая атлетика и другие. Помимо спортивных состязаний, мероприятие включает творческие мастер-классы, художественные выставки и конкурс представления команд. В торжественных мероприятиях принимают участие спортсмены и деятели культуры, выступают российские исполнители и музыкальные группы, а на церемонии открытия зажигают олимпийский огонь. Со временем мероприятие получило поддержку международного Олимпийского комитета и Министерства спорта РФ. В 2019 году в IX Детской спортивной Олимпиаде приняли участие 24 команды и 432 спортсмена.

### Личная жизнь
Женат на актрисе Наталье Шишкиной. Отец четырёх детей.
Ещё в 1996 году, будучи в составе японской «Джей Ти», Шишкин начал играть в гольф. Возобновив занятия в 2010-м, к 2016-му он достиг гандикапа 9,5 и стал победителем многочисленных турниров. Вместе с супругой Натальей Шишкин состоит в клубе «Сколково».
После окончания карьеры в спорте Шишкин начал изучать историю религий, практиковать медитацию, неоднократно совершал паломничества, встречался с такими православными религиозными деятелями, как иеромонах Макарий (Макиенко) на Афоне, игумен Иосиф (Крюков) в Оптиной пустыне, индуистским гуру Саи Баба, а также буддистскими лидерами Чоки Нима и Трулшиком Ринпоче. В интервью он рассказывал, что именно они вдохновили его заниматься бизнесом.

## Спортивные достижения
- Чемпион мира (1989) среди молодёжных команд;
- обладатель Кубка мира (1991).
- бронзовый призёр чемпионата Европы (1993);
- серебряный (1993) и бронзовый (1996) призёр Мировой лиги;
- серебряный призёр Спартакиады народов СССР (1991);
- серебряный призёр чемпионата Бразилии 1995/1996;
- бронзовый призёр чемпионата Японии 1996/1997[7][2].